# Wapen van Noordoostpolder

Wapen van Noordoostpolder

De Hoge Raad van Adel verleende bij Koninklijk Besluit van 16 juli 1963 aan de gemeente Noordoostpolder het volgende wapen.

## Blazoen
De beschrijving van het wapen luidt:
Gevierendeeld; I in azuur een lelie van zilver, II in goud een burcht met drie kantelen van sabel, gevoegd van zilver en met twee vensters, verlicht van het veld, III in goud vijf rechterschuinbalken van keel, IV In azuur een penning van zilver, gestempeld met een dubbellijnig knopkruis van sabel, in de hoeken vergezeld van telkens drie schijfjes van sabel, geplaatst in een driehoek. Het schild gedekt door een gouden kroon van drie bladeren en twee paarlen.
De heraldische kleuren zijn: azuur (blauw), zilver (wit), goud (geel), sabel (zwart) en keel (rood). Het schild is gedekt met een gravenkroon.

## Toelichting
I. Het blazoen van Minister van Waterstaat Cornelis Lely, maker van het Plan Lely voor inpoldering van de Zuiderzee.
II., III. en IV. Het gebied van de Noordoostpolder is voor een belangrijk deel op de zee heroverd.

In de middeleeuwen, toen het nog bewoond was, speelden vooral de Graven van Kuinre in deze streek een belangrijke rol. Het Graafschap Kuinre omvatte de gehele tegenwoordige Noordoostpolder plus een gebied tussen Weststellingwerf en Vollenhove.
De graven en heren van Kuinre voerden heerschappij over onder meer Kuinre, Blankenham, Emmeloord, Urk en de verdronken gebieden Veenhuisen en Espelo, Emmeloord en Urk, alle in of aan de Noordoostpolder gelegen, evenals de eerste twee burchten der Kuinres.
De graven van Kuinre hebben op grote schaal geld doen aanmunten. Het muntatelier heeft in Emmeloord (Schokland) gestaan. Na het droogvallen van de polder zijn voor de kust van Kuinre de resten gevonden van de twee burchten. Men kan daarom stellen dat het hart van het graafschap in de polder heeft geklopt, zodat er alle aanleiding was om het wapen (III), de burcht (II) en het muntrecht (IV) van de graven in het gemeentewapen op te nemen.
Het wapen is ontworpen door G.A. Bontekoe, toenmalig Burgemeester van Ooststellingwerf.

## Vergelijkbare wapens
De volgende wapens zijn op symbolische gronden vergelijkbaar met dat van Noordoostpolder: de Franse lelie staat in deze wapens niet symbool voor de Heilige Maagd Maria maar voor Ir. Lely.

Wapen van Flevoland
Wapen van Fleverwaard
Wapen van Almere
Wapen van Dronten
Wapen van Lelystad
Wapen van Wieringermeer
Wapen van waterschap Noordoostpolder